# Süan-cang
Süan-cang (čínsky pchin-jinem Xuánzàng, znaky 玄奘; 6. února 602 – 7. března 664), vlastním jménem Čchen I (čínsky pchin-jinem Chén Yī, znaky zjednodušené 陈祎, tradiční 陳禕), nazývaný Tchang San-cang (čínsky pchin-jinem Táng Sānzàng, znaky 唐三藏), čestným titulem Ta Pien-ťüe (čínsky pchin-jinem Dà biànjué, znaky zjednodušené 大遍觉, tradiční 大遍覺) byl proslulý čínský buddhistický mnich, učenec, cestovatel a překladatel, který žil za čínské dynastie Tchang (618–907). Stal se známým především díky své cestě, během níž putoval z Číny až na Indický subkontinent a zpět, která trvala sedmnáct let a během které si psal zápisky. Ty se dochovaly a dodnes vycházejí v nových, revidovaných vydáních. Dnes jsou velmi cenné, protože zaznamenávají jedno z mála dobových svědectví o nejrůznějších končinách, kterými Süan-cang prošel. Do čínštiny přeložil ze sanskrtu některé buddhistické texty.
Süan-cangova cesta do Indie posloužila jako inspirace pro román Putování na západ (Si-jou-ťi) spisovatele Wu Čcheng-ena. V románu je pojmenován San-cang nebo Tripitaka.

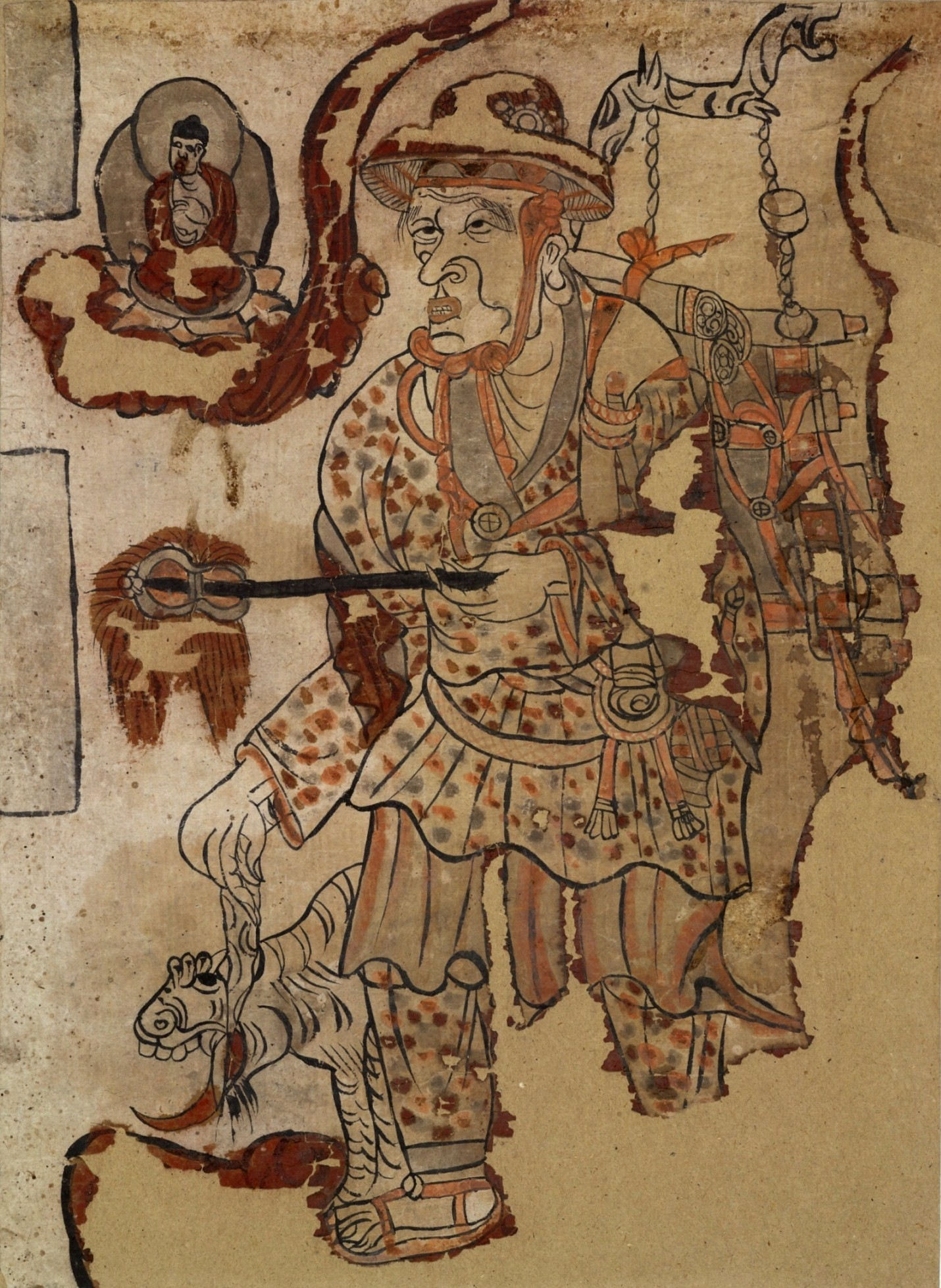
Süan-cang na nástěnné malbě v jeskyni u města Tun-chuang (9. století).
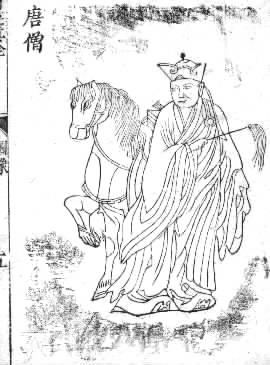
Tripitaka jako ilustrace k Putování na západ.